# Munechika

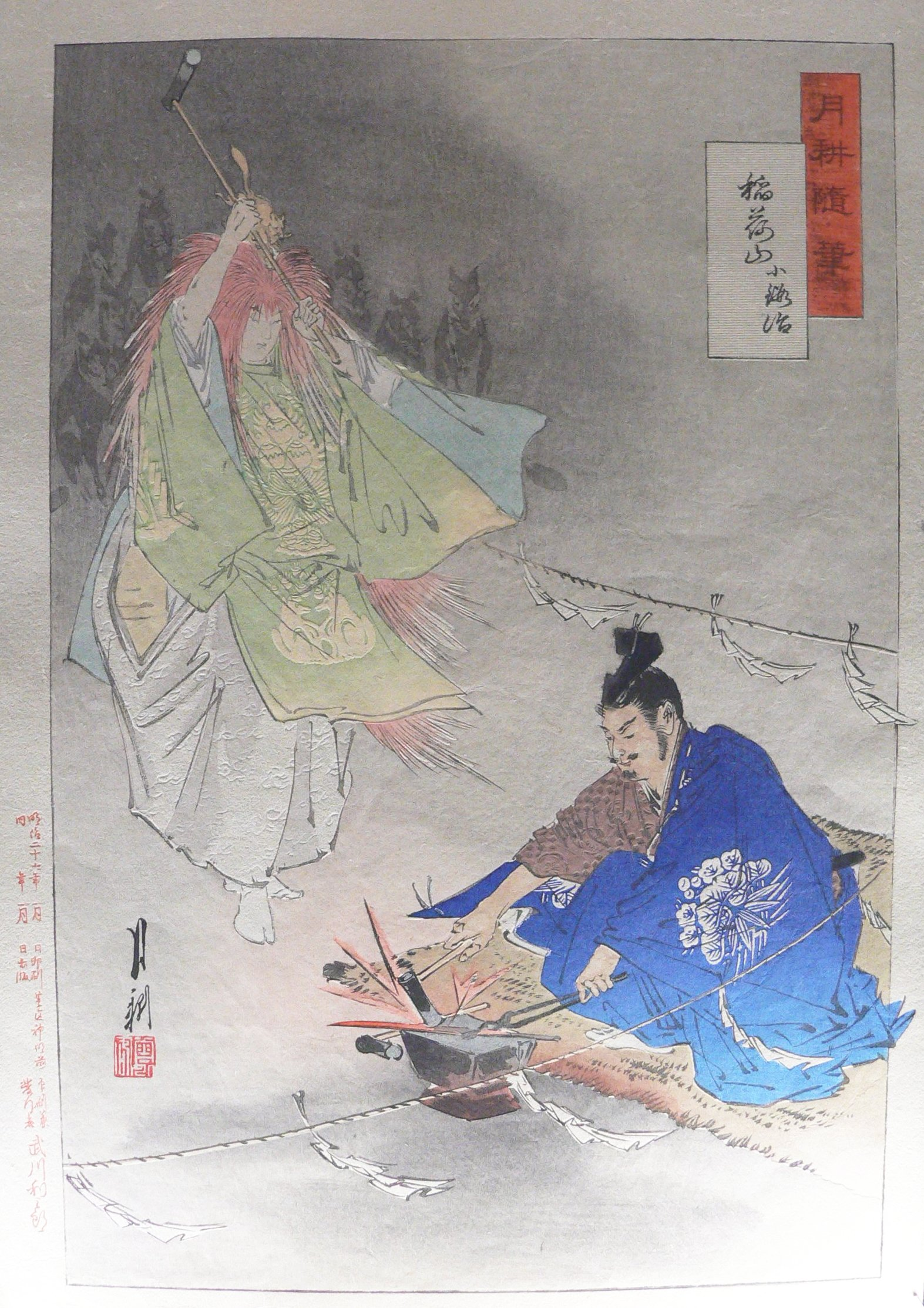
Munechika è aiutato da Inari, seguito dalle sue volpi.

Munechika è un personaggio fittizio della mitologia giapponese. Secondo la leggenda era un fabbro vissuto nel X secolo. 
Si narra che il kami della fertilità Inari lo aiutò a forgiare la leggendaria spada ko-gitsune-maru (lett. Piccola volpe). Da questo episodio è stato tratto il dramma Nō Sanjō Kokaji.